# Gladewater
Gladewater ist eine Stadt im US-Bundesstaat Texas in den Vereinigten Staaten. Sie befindet sich in Gregg County und Upshur County und ist Teil der Region Osttexas. Die Einwohnerzahl wurde für 2019 auf ca. 6300 geschätzt. Der U.S. Highway 80 führt durch die Stadt.

## Geschichte
Gladewater wurde 1873 von der Texas and Pacific Railway Company auf Land gegründet, das von Jarrett Dean und Anderson White gekauft wurde. Eine Gemeinde namens St. Clair, 2 Meilen (3 km) östlich, zog nach Gladewater, als die Eisenbahn ankündigte, dass die einzige Poststation in der Gegend dort sein würde; Bewohner aus Point Pleasant, das ebenfalls von der Eisenbahn umfahren wurde, zogen nach Gladewater. Das erste Postamt in Gladewater wurde am 22. August 1873 eingerichtet. Der Name der Stadt rührt wahrscheinlich von der Nähe zum Glade Creek her, einem Nebenfluss des Sabine River, der in einer eher kargen Region namens Glades entspringt.
1874 wurde Gladewater als Gemeinde gegründet. Die Gemeindegründung verfiel und eine neue Satzung wurde erst 1931 erlassen, als ein Zustrom von Einwohnern eine organisierte Stadtverwaltung erforderte. Im Jahr 1955 nahm Gladewater eine Rats-Bürgermeister-Regierungsform an. Die Bevölkerung wuchs im 19. Jahrhundert nur langsam; 1880 hatte die Stadt nur 163 Einwohner, 1900 waren es 259. In der Gegend um Gladewater war die Holzfällerei ein wichtiger Wirtschaftszweig, aber auch die Landwirtschaft war wichtig, insbesondere der Anbau von Baumwolle.
Am 7. April 1931 nahm die erste Ölquelle in Gladewater die Förderung auf. Sie befand sich eine Meile (1,6 km) außerhalb der Stadt im Boden des Sabine River. Die Ölförderung führte in den 1930er Jahren zu einem Bevölkerungsanstieg von etwa 500 auf rund 8000 Menschen. In den 1970er Jahren wechselte Gladewater von einer ölorientierten zu einer stärker diversifizierten Wirtschaft, vor allem aufgrund der Erschöpfung der Ölvorkommen in der Region. Bis 1990 war die Gemeinde für ihre zahlreichen Antiquitätengeschäfte bekannt geworden.

## Demografie
Nach der einer Schätzung von 2019 leben in Gladewater 6341 Menschen. Die Bevölkerung teilt sich auf in 77,2 % Weiße, 18,3 % Afroamerikaner, 0,5 % amerikanische Ureinwohner, 0,5 % Asiaten und 2,6 % mit zwei oder mehr Ethnizitäten. Hispanics oder Latinos aller Ethnien machten 15,7 % der Bevölkerung von Gladewater aus. Das mittlere Haushaltseinkommen lag bei 31.265 US-Dollar und die Armutsquote lag bei 29,5 % der Bevölkerung.
| Jahr | Einwohner¹ |
| ---- | ---------- |
| 1950 | 5305       |
| 1960 | 5742       |
| 1970 | 5574       |
| 1980 | 6548       |
| 1990 | 6027       |
| 2000 | 6078       |
| 2010 | 6441       |

¹ 1950 – 2010: Volkszählungsergebnisse

## Persönlichkeiten
- Joe R. Lansdale (* 1951), Schriftsteller
- Kelcy Warren (* 1955), Unternehmer